# Cigugur

Cigugur est un district d'Indonésie dans le kabupaten de Kuningan, dans la province de Java occidental. Sa superficie est de 3 024 hectares et sa population de 42 400 habitants. 

## Culture et religion

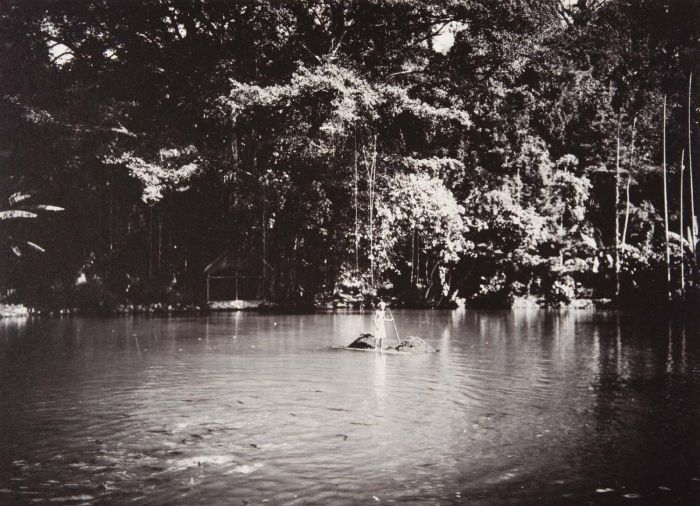
Etang près de Cigugur, dont les poissons sont sacrés (1920-1933)

### La cérémonie duSeren Taun
Chaque année, la population de Cigugur célèbre le Seren Taun, une cérémonie similaire à celles qu'on observe un peu partout en Indonésie pour célébrer les récoltes abondantes, comme le Mapag Sri dans le centre de Java, célébré en l'honneur de Sri, la déesse du riz. La cérémonie a lieu au mois de Rayagung, le 12e du calendrier traditionnel sundanais de l'ère Saka.
Le Seren Taun commence avec le ngajayak, dans lequel on va chercher le riz, et qui a lieu le 18 du mois de Rayagung. Le 22 Rayagung, on pile le riz. Suit une procession sacrée à laquelle participent les villageois. 
À la tête de celle-ci un lulugu, formé de deux jeunes filles qui portent du riz, des fruits et des produits de la terre, et sont escortées par un jeune homme qui tient un parasol en feuille de palme tressée, à trois coupoles. Suivent onze jeunes filles portant du riz, chacune d'elles escortée par un jeune homme.
Derrière, des dames portent sur la tête des gerbes de riz appelées nyuhun. La procession se ferme avec un groupe d'hommes portant des balanciers chargés de riz.
La population de Cigugur est musulmane, chrétienne, bouddhiste, hindouiste. Elle adhère en outre souvent à la religion traditionnelle.

### Danses
- Buyung, exécutée lors du Seren Taun
- Buncis, exécutée lors de fêtes traditionnelles
- Rudat, exécutée lors de fêtes religieuses

### L'église de Cigugur
En 1920 le prince Madrais de Cirebon s'installe à Cigugur. Il y fonde l' Agama Djawa Sunda ("religion javano-sundanaise"), un culte à base de mysticisme local.
En 1964 un de ses fils, le prince Tedjabuana, dissout le culte en raison de la politique du régime de Soeharto, qui ne reconnaissait que 5 religions pour l'Indonésie : le bouddhisme, le catholicisme, l'hindouisme, l'islam et le protestantisme. Tedjabuana, sa famille et 7 000 autres membres du culte se convertissent alors au catholicisme. Le manoir construit par Madrais fut alors converti en église, qui en 1976 a été inscrite au patrimoine national cultural heritage par le gouvernement.

## Sources
- Republika